# Sör És Fű
A Sör És Fű (röviden SÉF) egy 2009-ben alakult magyar hiphopegyüttes. A formációt egy házibulin alapította Imi, Laci és Feri. DJ-jük visszatérően DJ Zomblaze aki gyakran készít nekik alapokat is. Feri 2018-ban határozatlan időre kiszállt az együttesből.
Az együttes 2020-ig 3 albumot, 1 EP-t, 3 Single-t és 1 mixtape-et jelentetett meg.

## Kezdetek
A csapat egy barátjuk jogosítvány-elvesztő buliján állt össze egyszeri formációként. Kezdetben nem a hip-hop volt a fő irány, mindenféle más műfajt is kipróbáltak, többek között a technót is. Ahogy egy interjúban megfogalmazták: “Először hülyeségből lágy éneklős gitárzenét, technót és torzított hangos rappet csináltunk a haveroknak, de csak poénból. Aztán (...) komolyra vettük a figurát."  A 2014-ben kiadott Enter The SÉF albumukkal váltak ismertté a magyar hip-hop körökben.

## Maszkok/imidzs
Az együttes tagjai bizonytalan okokból, fotókon és klipeken, már védjegyüké vált horgolt maszkokat hordanak. A maszkokat egyedileg, nekik készítették. Ennek hordását azonban, koncerteken, nyári fesztiválokon, klubokban és bizonyos klipekben gyakran mellőzik, ilyenkor szimplán napszemüveget hordanak. Ritkább esetekben teljesen felfedik arcukat. Az együttes Dj-je Zomblaze nem hord maszkot és napszemüveget se. A maszkok design-ja emellett gyakran megjelenik album borítókon.

## Diszkográfia

### Albumok
- Enter The SÉF (2014)[12][13]
- Zarathustra (2016)[14]
- M45 (2019)[15]
- Hotel13[16]

### EP-k
- Laza Laca – trEP[8]

### Mixtape-ek
- Spontán ÉletFlessek (2017)[17]

### Single-k
- Az Ember (2017)[18]
- Feszület (2018)[19]
- Nincs Feri (2018)[10]

### Videóklipek
- Éra (2016)[20]
- Hol Van (2016)[21]
- Belust (2016)[22]
- Csendélet (2017)[23]
- Módszertan (2017)[24]
- Az ember (2017)[25]
- Feszület (2018)[26]
- Annyi Szó (2019)[27]
- Egyik (2019)[28]
- Sémák És Formák (2019)[29]
- Pavarotti feat. Kool Kasko (2019)[30]
- Döntő feat. Gege (2019)[31]
- Murderan (2019)[32]